# 스타트 러브
《스타트 러브》는 대한민국의 웹드라마이다.

## 등장 인물

### 주요 인물
- 문별 - 나영 역
- 김규종 - 희민 역
- 맹세창 - 나석 역
- 박이슬 - 미정 역
- 이영범 - 매장 직원
- 장희수 - 꽃집주인 역
- 김재록 - 중년남 역
- 강현우 - 형규 역
- 김연비 - 선희 역